# Tobias Ihle
Tobias Ihle (* 17. September 1924 in Worms; † 15. Mai 2008 ebenda) war ein deutscher Organist und Musikpädagoge.

## Leben
Ihle studierte in Mainz und Heidelberg evangelische Theologie, Germanistik und Schulmusik. Ab 1952 arbeitete er zunächst als Lehrer, bevor er 1963 an die Abteilung Worms der Erziehungswissenschaftlichen Hochschule Rheinland-Pfalz wechselte. Dort wurde er 1972 zum Professor ernannt. 1978 wurde Ihle an die Hochschule für Musik Mainz der Johannes-Gutenberg-Universität Mainz berufen, wo er bis 1994 Musikwissenschaft und Musikdidaktik lehrte.
Ihle war ab 1946 Organist der Wormser Magnusgemeinde, deren Chor er ebenfalls leitete. 1955 gründete er die Wormser Kantorei, deren Leitung er bis 2000 hatte. Das Wormser Kammerorchester dirigierte er von 1977 bis 1999.

## Auszeichnungen
1984 wurde er mit der Peter-Cornelius-Plakette geehrt. Ihles ehrenamtliches Engagement wurde am 17. August 2001 mit dem Bundesverdienstkreuz am Bande gewürdigt. Für seine kirchenmusikalische Tätigkeit erhielt er 2006 die Martin-Niemöller-Medaille der Evangelischen Kirche in Hessen und Nassau.